# Бучовице
Бучовице (на чешки: Bučovice; на немски: Butschowitz) е град в Южноморавски край на Чехия. Градът е разположен в окръг Вишков, на разстояние около 29 km източно от Бърно, столицата на историческата област Моравия. През града протича река Литава. През 2016 г. градът има население от 6439 жители.

## Административно деление
Части на града:
- Бучовице
- Чернчин
- Клобоучки
- Марефи
- Вицемилице

## Забележителности
- Енорийска църква „Успение Богородично“ от 1641 г.
- Държавният замък Бучовице, построен в периода 1567 – 1582 г.
- Кметството на централния площад
- Стракошовият дом от края на 18 век
- Еврейското гробище в града

## Личности
- Ян Повдевски (1909 – 1994), римокатолически свещеник, преследван от комунистическия режим, монсеньор
- Зденек Соучек (1925 – 2015), евангелистки духовник и библеист
- Милош Сокола (1913 – 1976), чешки цигулар и композитор
- Мирослав Долежал (1919 – 2009), чешки актьор, актьор на Националния театър в Прага
- Antonín Souček (1888 – 1942), професор
- Боб Фридъл (1947 – 2013), певец

## Галерия
- Площадът на свободата
- Сградата на кметството
- Замъкът Бучовице
- Вътрешния двор на замъка
- Църквата „Успение Богородично“
- Сградата на гимназията
- Сградата на търговската академия
- Еврейското гробище
- Енорията
- Спортен комплекс в Бучовице
- Басейн на открито